# موش خاردار شرقی
 موش خاردار شرقی (نام علمی: Acomys dimidiatus) نام یک گونه از تیره موشان است.